# Coenotephria mongoliata
Coenotephria mongoliata là một loài bướm đêm trong họ Geometridae.